# Bernard Lama
Bernard Pascal Maurice Lama, född 7 april 1963, är en fransk före detta fotbollsmålvakt. Under sin karriär var han med om att vinna både VM 1998 och EM 2000.

## Spelarkarriär
Bernard Lama växte upp i Franska Guyana, men lämnade landet 1981 när han skrev på för Lille i dåvarande Division 1. De första åren blev han dock utlånad till Abbeville samt Besançon. Från säsongen 1986/87 var Lama förstamålvakt och under sin sista säsong i klubben gjorde han även ett mål på straff när Lille vann med 8-0 mot Laval. Han spelade senare ett år vardera i Metz, Brest och Lens innan Paris Saint-Germain värvade honom.
I Paris Saint-Germain fick han ta över målvaktsposten från den franska målvaktslegenden Joël Bats som säsongen innan pensionerat sig. Lama gjorde det bra och var med när PSG vann Coupe de France 1993 och 1995. Han vann även Cupvinnarcupen 1996. Under 1993 gjorde han även debut för det franska landslaget. I februari 1997 testade Lama positivt för cannabis i ett dopingtest, vilket ledde till en två månader lång avstängning.
Efter att under hösten 1997 tränat med klubbens reservlag så skrev han i januari på ett korttidskontrakt med West Ham United, i hopp om att bli uttagen till VM som spelades sex månader senare. Han gjorde dock inte din debut för klubben förrän 2 mars i ett möte med Arsenal, där han höll nollan. Lama spelade totalt tolv Premier League matcher under våren 1998, och kom med till VM 1998 som reservmålvakt.
Efter VM så återvände Lama till Paris Saint-Germain där han spelade i två år innan han valde att avsluta karriären i Rennes 2001. Han var även uttagen till den franska landslagstruppen i EM 2000 där han spelade en match under turneringen.

## Tränarkarriär
21 juli 2006 blev Bernard Lama utsedd till förbundskapten för Kenya. Kenya förlorade sin första tävlingsmatch med Lama som tränare och han avgick bara två månader senare och kritiserade Kenyas fotbollsförbund för bristande professionalitet.

## Meriter
Paris Saint-Germain
- Division 1: 1994
- Coupe de France: 1993, 1995
- Cupvinnarcupen: 1996

Frankrike
- VM-Guld: 1998
- EM-Guld: 2000